# Do You Know What It Means to Miss New Orleans?
Pour les articles homonymes, voir New Orleans (homonymie).
Clip vidéo
[vidéo] « Louis Armstrong - Do You Know What It Means to Miss New Orleans ? (1947) », sur YouTube
[vidéo] « Billie Holiday & Louis Armstrong - Do You Know What It Means to Miss New Orleans? », sur YouTube
[vidéo] « Dorothy Patrick - Do You Know What It Means to Miss New Orleans ? (1947) », sur YouTube
Do You Know What It Means to Miss New Orleans? (Savez vous ce que signifie le manque de La Nouvelle-Orléans ?, en anglais) est un standard de jazz - jazz blues du Great American Songbook, composé par Louis Alter (en), avec des paroles d'Eddie DeLange. Il est enregistré par Louis Armstrong chez RCA Victor en 1946,,, et repris pour la musique du film New Orleans (en) d'Arthur Lubin en 1947, interprété par Billie Holiday, avec Armstrong à la trompette.

## Histoire

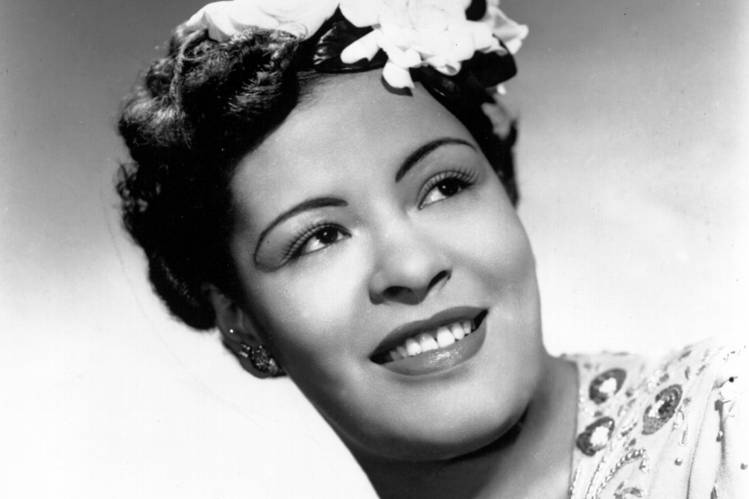
Billie Holiday en 1943

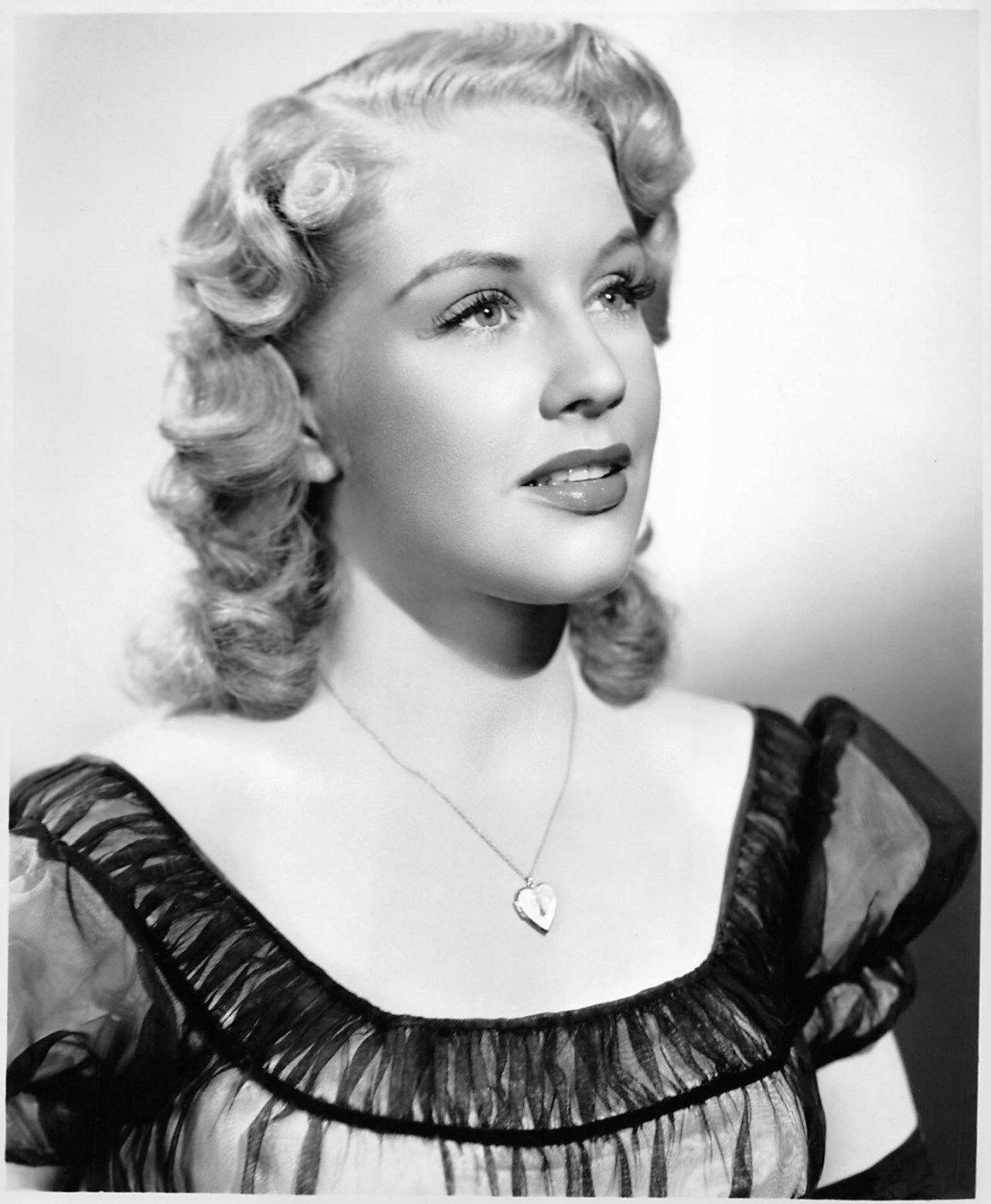
Dorothy Patrick en 1943

Louis Armstrong (né en 1901 à la La Nouvelle-Orléans en Louisiane avec la naissance du Early Jazz, du jazz Nouvelle-Orléans, et du blues) enregistre ce standard de jazz blues en 1946 chez RCA Victor. Il joue l'année suivante un rôle de couple amoureux de La Nouvelle-Orléans avec Billie Holiday, dans le film d'amour musical américain New Orleans (en) de 1947, avec son orchestre de jazz, blues, et ragtime, composé de Kid Ory (tromboniste), Barney Bigard (clarinettiste), Bud Scott (en) (guitariste), Red Callender (contrebassiste), Charlie Beal (en) et Meade Lux Lewis (pianistes), Zutty Singleton (batteur), avec également Mutt Carey (cornettiste) et Woody Herman (chef d'orchestre). Armstrong et son orchestre interprètent Where the Blues were born in New Orleans (Là où est né le blues à La Nouvelle-Orléans) et Billie Holiday interprète avec eux cette chanson de jazz de Louis Armstrong « Savez-vous ce que signifie le manque de La Nouvelle-Orléans ?, elle me manque, chaque jour et nuit, plus j'en suis loin, plus ce sentiment devient fort, ses vignobles couverts de mousse, ses grands pins à sucre, ou chantent les oiseaux moqueurs, j'aime le calme Mississippi, la hâte du printemps, un clair de lune sur le bayou, le souvenir de mardi gras, un air créole dans l'air, je rêve de magnolias en fleurs, des lauriers-roses en juin, j’aimerais bientôt y être, savez-vous ce que signifie le manque de La Nouvelle-Orléans ?, lorsque c'est là que vous avez laissé votre cœur, mais plus encore, je m’ennuie de celui que j'aime encore plus que La Nouvelle Orléans... ». La chanson est reprise avec succès plus tard dans le film par Dorothy Patrick avec orchestre symphonique et big band jazz de Woody Herman (initiée au jazz avec les chansons précédentes de Billie Holiday et Louis Armstrong).

## Reprises
Ce standard de jazz est repris par de nombreux interprètes, dont Nat King Cole, Fats Domino, Stéphane Grappelli, Gunhild Carling...
- Louis Armstrong : 1947 (cette interprétation a servi d'indicatif musical à la série télévisée Frank's Place (en))
- Billie Holiday : 1947
- Marilyn Maxwell : 1947, pour le Abbott and Costello Radio Show : 17 avril 1947 [8]
- Eddie Condon : 1951
- Frankie Laine : 1953
- Fats Domino : 1958
- Jonah Jones : 1958
- Pete Fountain : 1959
- Ricky Nelson : 1960
- Al Hirt : 1962
- Marcia Hines (en) : 1978, sur l'album Live Across Australia Miracle ML703
- Stéphane Grappelli : 1981
- Maura O'Connell (en) : 1982
- Raul Seixas : 1984
- Dardanelle : 1985
- Harry Connick Jr. (avec Dr. John) : 1988 (Connick a aussi joué la chanson pendant un concert (en) pour les victimes de l'ouragan Katrina.)
- Alison Krauss : 1989
- Fats Domino : 1993
- Yoshio Toyama & Don Sutton : 1994
- Martin Taylor & Chet Atkins : 1995
- Rosemary Clooney : 1996
- Janet Carroll (en) : 2000
- The Manhattan Transfer : 2000
- Lavay Smith & Her Red Hot Skillet Lickers (en) : 2000
- Suede : 2001
- Victoria Williams (en) : 2002
- Preservation Hall Jazz Band : 2005
- Stefano Bollani : 2006
- Ray Stevens (chanteur) : New Orleans Moon : 2007
- Paul Sanchez/Shamarr Allen : Meet Me On Frenchmen Street : 2007
- Linnzi Zaorski : Hot Wax and Whisky : 2007
- Take 6 & Aaron Neville : sur l'album The Standard (en) : 2008
- Eyran Katsenelenbogen (en) : 88 Fingers : 2009
- Jimmy Buffett : Encores : 2010
- John Boutté : 2013
- Également enregistré par : Nat King Cole, Rosemary Clooney, Lee Wiley, etc.

## Au cinéma
- 1947 : New Orleans (en) d'Arthur Lubin, interprétée par Billie Holiday, avec Louis Armstrong à la trompette, puis par Dorothy Patrick.

## Dans la culture populaire
Jusqu'à sa rénovation sur le thème Marvel en 2019, cette musique était diffusée au Disney's Hotel New York.